# Fernando Júlio Mouzinho de Albuquerque Borges
Fernando Júlio Mouzinho de Albuquerque Borges CvTE • OA foi um militar português.

## Família
Era filho de Joaquim Júlio Borges e de sua mulher Dulce Mouzinho de Albuquerque.

## Biografia
Foi Capitão do Exército, combatente da Primeira Guerra Mundial em África, condecorado com o grau de Cavaleiro da Ordem Militar da Torre e Espada, do Valor, Lealdade e Mérito a 13 de Março de 1926 e com o grau de Oficial da Ordem Militar de Avis a 30 de Janeiro de 1928.

## Descendência
Não casou mas teve um filho legitimado  de Luisa Antunes de Moura Ribeiro 
- Luís Mouzinho de Albuquerque Borges,[1] casado em Lisboa, Nossa Senhora de Fátima, em 1958 com Maria Leopoldina de Freitas Perry da Câmara, nascida em Lisboa, São Sebastião da Pedreira, filha de Adolfo Venâncio de Ornelas Perry da Câmara, da Ilha da Madeira, Madeira, e de sua mulher Filomena de Freitas, da Ilha das Flores, Açores,[3] da qual teve três filhos e uma filha:
  - Ricardo Luís Perry da Câmara Borges (1959)
  - Rodolfo Luís Perry da Câmara Borges (2 de Maio de 1960), casado a 22 de Julho de 1989 com Maria do Carmo López de Oliveira Martins (2 de Maio de 1963), filha de Guilherme Manuel Salvador de Noronha de Morais Pinto de Oliveira Martins (11 de Março de 1932) e de sua mulher María Antonia López García (3 de Novembro de 1935), da qual tem dois filhos:[4]
    - Rodrigo de Oliveira Martins da Câmara Borges (16 de Janeiro de 1990)
    - Francisco de Oliveira Martins da Câmara Borges (3 de Dezembro de 1992)

  - Rui Luís Perry da Câmara Borges (1962)
  - Vera Maria Perry da Câmara Borges (1966)
  - Rodrigo Luís Perry da Camara Borges (1973)